# Conferência Internacional de Computação Musical
A International Computer Music Conference, frequentemente abreviada para ICMC, é uma conferência anual que ocorre desde 1974, reunindo pesquisadores, professores, estudantes, membros do governo, representantes de empresas e curiosos que apresentam interesse na computação musical. O evento conta com a publicação de artigos que apresentam ideias e estado-da-arte neste campo de estudo, apresentações orais, debates e fóruns de discussão, apresentações artísticas e relatórios de trabalhos desenvolvidos em estúdios e laboratórios, criando uma síntese entre ciência e arte. A conferência é organizada pela International Computer Music Association (ICMA), uma organização internacional sem fins lucrativos que reúne indivíduos e instituições envolvidas nos aspectos técnicos, criativos e performáticos da computação musical.
Embora envolva os temas interdisciplinares em torno dessa união entre ciência e arte, cada edição da conferência tem um tema principal, considerando o local de sua ocorrência e quais assuntos estão em evidência à época do encontro. Na última edição, realizada entre os dias 25 e 31 de julho, por exemplo, o tema foi “virtuosidade no computador: redefinindo limites”, onde a ideia central era refletir sobre o conceito de virtuosidade no contexto da computação musical. Para além disso, todos os sistemas construídos para permitir demonstrações musicais eram originais e não se baseavam em nenhuma experiência anterior.

## Tópicos de Interesse
Cada edição do ICMC encoraja os participantes a enviarem trabalhos relacionados com o tema da conferência naquele ano. Entretanto, ela não se limita somente a isso, e comporta os mais variados temas posicionados entre computação musical e áudio digital, como estética, composição, musicologia e aspectos técnicos e científicos da área. Portanto, as linhas de pesquisa recorrentes no evento são:
- Teoria e filosofia da computação musical
- Estética
- Inteligência artificial
- Técnicas de espacialização
- Live Coding
- Música móvel
- Performance musical pela rede
- Internet das coisas musicais
- Processamento de sinais
- Novas interfaces para expressão musical
- Linguagens de programação orientadas para música
- Recuperação da informação musical
- Software e Hardware para criação musical
- Sistemas computacionais na educação musical
- História da música eletroeletrônica
- Técnicas de composição mediada por computador
- Algoritmos de composição

## Edições Anteriores
O ICMC teve sua primeira edição realizada em 1974, nos Estados Unidos. Desde então, vem acontecendo anualmente, exceto em 2020, por conta das restrições causadas pela pandemia de Covid-19. Todas as edições anteriores e suas respectivas sedes podem ser observados a seguir:
- ICMC 2021, Santiago, Chile
- ICMC 2020, Não houve edição este ano
- ICMC 2019, Nova Iorque, Estados Unidos
- ICMC 2018, Daegu, Coreia do Sul
- ICMC 2017, Xangai, China
- ICMC 2016, Utreque, Países Baixos
- ICMC 2015, Denton, Estados Unidos
- ICMC 2014, Atenas, Grécia[7]
- ICMC 2013, Perth, Austrália
- ICMC 2012, Liubliana, Eslovênia
- ICMC 2011, Huddersfield, Reino Unido
- ICMC 2010, Nova Iorque, Estados Unidos
- ICMC 2009, Montreal, Canadá
- ICMC 2008, Belfast, Irlanda do Norte
- ICMC 2007, Copenhague, Dinamarca
- ICMC 2006, Nova Orleãs, Estados Unidos
- ICMC 2005, Barcelona, Espanha
- ICMC 2004, Miami, Estados Unidos
- ICMC 2003, Singapura
- ICMC 2002, Gotemburgo, Suécia
- ICMC 2001, Havana, Cuba
- ICMC 2000, Berlim, Alemanha
- ICMC 1999, Pequim, China
- ICMC 1998, Ann Arbor, Estados Unidos
- ICMC 1997, Tessalônica, Grécia
- ICMC 1996, Hong Kong, China
- ICMC 1995, Canadá[8]
- ICMC 1994, Dinamarca
- ICMC 1993, Japão[9]
- ICMC 1992, Estados Unidos
- ICMC 1991, Canadá[10]
- ICMC 1990, Escócia[11]
- ICMC 1989, Estados Unidos[12]
- ICMC 1988, Colônia, Alemanha
- ICMC 1987, Estados Unidos[13]
- ICMC 1986, Países Baixos[14]
- ICMC 1985, Canadá[15]
- ICMC 1984, França[16]
- ICMC 1983, Estados Unidos
- ICMC 1982, Itália
- ICMC 1981, Estados Unidos
- ICMC 1980, Nova Iorque, Estados Unidos[17]
- ICMC 1978, Northwestern University, Illinois, Estados Unidos
- ICMC 1977, Univ. of California, San Diego, Estados Unidos
- ICMC 1976, Massachusetts Institute of Technology, Estados Unidos
- ICMC 1975, Univ. of Illinois, Estados Unidos
- ICMC 1974, Michigan State University, Estados Unidos